# Manuel Cuevas
Pour les articles homonymes, voir Cuevas.
Manuel José Arturo Cuevas Martínez, Sr ou tout simplement Manuel (né le 23 avril 1933 à Coalcomán de Vázquez Pallares (en) Michoacán au Mexique) est un styliste et costumier mexicain connu pour les vêtements et costumes qu'il a créés pour des personnalités, notamment du rock and roll et de la musique country.

## Biographie

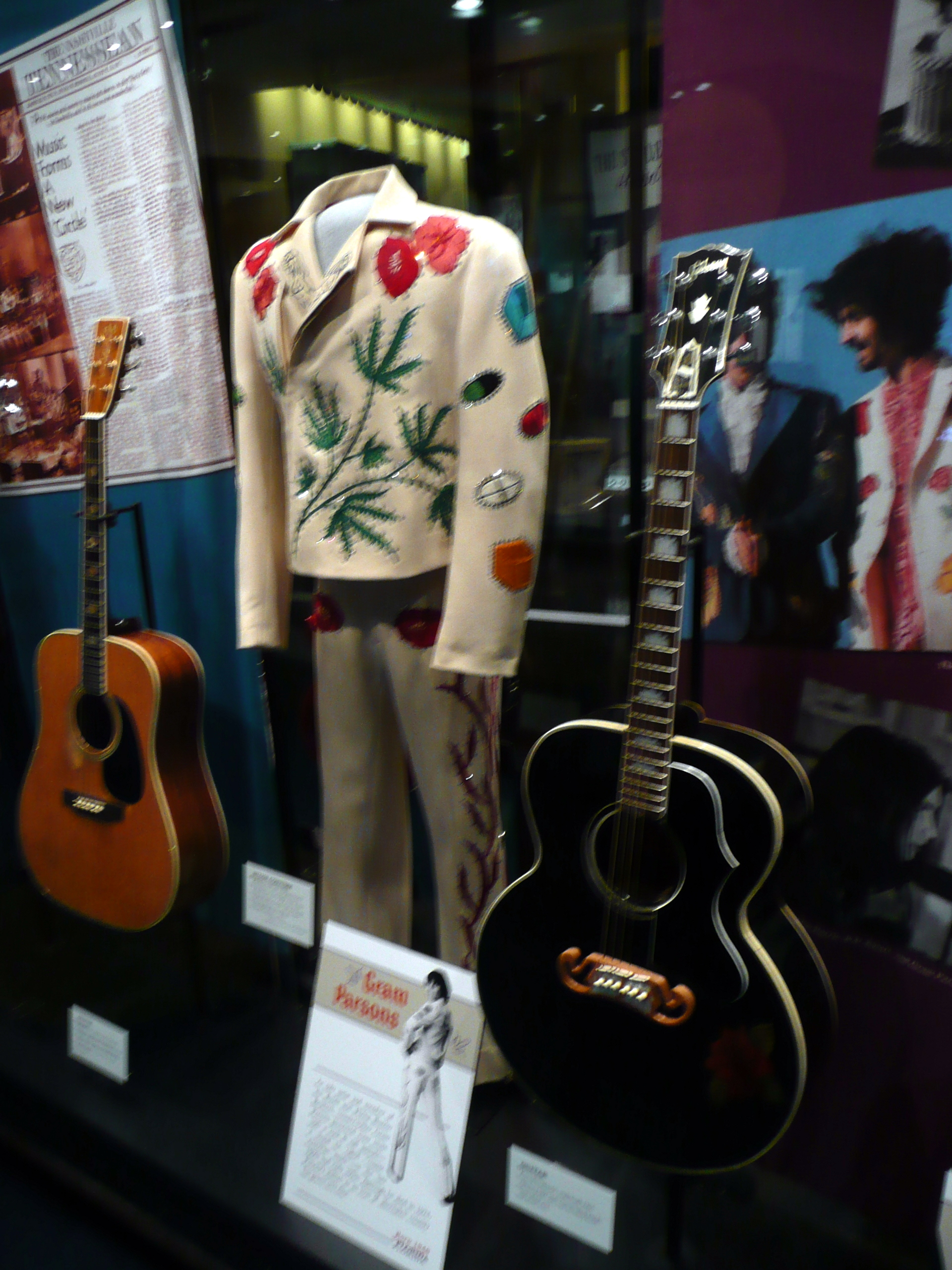
Costume de Gram Parsons au Country Music Hall of Fame.

Manuel Arturo José Cuevas Martínez Sr est né le 23 avril 1933 à Coalcomán de Vázquez Pallares au Mexique. Il était le cinquième des douze enfants d'Esperanza Martínez (1911) et de José Guadalupe Cuevas (1901). Il a fréquenté l' Université de Guadalajara et s'est spécialisé en psychologie.
Manuel a appris à coudre pour la première fois en 1945 grâce à son frère aîné, Adolfo, à Coalcoman, Michoacan, Mexique. « J'ai commencé à faire des robes de bal quand j'avais 13 ans », raconte Manuel. « Vous savez que les grands-mères et les tantes ont confectionné les robes de bal pour tous les enfants. Mais j'ai commencé à créer des robes de bal assez chères, et toutes les filles ont dit : Maman, je ne veux pas que tu me confectionnes. Je veux Manuel pour faire ma robe de bal! J'ai continué à faire des robes de bal et en un an, j'ai fabriqué 77 robes, puis l'année suivante, j'en ai fait 110, et à partir de ce moment-là, j'ai embauché des gens pour m'aider à coudre. J'ai fait une fortune. »[réf. nécessaire]

## Liste de clients
Sa liste de clients compte notamment :
Hank Williams, Waylon Jennings, Porter Wagoner, John Wayne, Clayton Moore (the Lone Ranger), Dwight Eisenhower, Little Jimmy Dickens, John Lennon, Loretta Lynn, George Jones, Glen Campbell, Ernest Tubb, Gene Autry, the Osmonds, David Cassidy, Bobby Sherman, Dolly Parton, Linda Ronstadt, Emmylou Harris, Roy Rogers, Neil Young, Elton John, les Grateful Dead, The Rolling Stones, Bob Dylan, George H. Bush, George W. Bush, les Bee Gees, Janis Joplin, Jimi Hendrix, Catherine Bach (Daisy Duke), The Jackson Five, John Travolta (dans Urban Cowboy), Robert Redford (dans Le Cavalier électrique), Robert Taylor, Marlon Brando, Burt Reynolds, Raquel Welch, David Lee Roth, Jack Nicholson, Sylvester Stallone, Shooter Jennings, Kid Rock, The Killers, Jack White, Kenny Chesney, Randy Travis, Alan Jackson, Tim McGraw, Keith Urban, Zac Brown Band, Miranda Lambert, Jon Pardi, Frankie Ballard, Matt Wilkinson, et de nombreux autres,,.
Il est également le concepteur des uniformes colorés portés par les Beatles sur la pochette de l'album Sgt.pepper's Lonely Hearts Club Band.